# Sensor de hoja

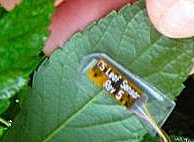
Sensor foliar inteligente AgriHouse (SG-1000).

Un sensor foliar es un dispositivo fitométrico (medición de procesos de fisiología vegetal) que mide la pérdida de agua o el estrés por déficit hídrico (WDS) en las plantas mediante la monitorización en tiempo real del nivel de humedad en las hojas de la planta. El primer sensor de hojas fue desarrollado por LeafSens, una empresa israelí a la que se concedió una patente en Estados Unidos por un dispositivo mecánico de detección del grosor de las hojas en 2001. LeafSen ha logrado avances al incorporar su tecnología sensorial de la hoja en los huertos de cítricos de Israel. La Universidad de Colorado en Boulder desarrolló en 2007 una tecnología de sensores de hojas inteligentes de estado sólido para la NASA.  Se diseñó para ayudar a supervisar y controlar la demanda de agua por las explotaciones agrícolas. AgriHouse recibió una subvención STTR de la National Science Foundation (NSF) junto con la Universidad de Colorado para seguir desarrollando la tecnología de sensores foliares de estado sólido para el control del riego de precisión en 2007.

## Vigilancia de precisión

### Mediciones del estrés por déficit de agua
Una beca de investigación de Fase I de la Fundación Nacional de la Ciencia en 2007 demostró que la tecnología de sensores foliares tiene el potencial de ahorrar entre un 30% y un 50% de agua de riego al reducir el riego de una vez cada 24 horas a aproximadamente cada 2 o 2,5 días al detectar el estrés por déficit hídrico inminente. La tecnología de sensores foliares desarrollada por AgriHouse indica el estrés por déficit de agua midiendo la presión de turgencia de una hoja, que disminuye drásticamente al inicio de la deshidratación foliar. La detección precoz del estrés por déficit hídrico inminente en las plantas puede utilizarse como parámetro de entrada para el control de precisión del riego, permitiendo a las plantas comunicar sus necesidades de agua directamente a los seres humanos y/o a interfaces electrónicas.  Por ejemplo, un sistema de base que utilice la información transmitida de forma inalámbrica por varios sensores distribuidos adecuadamente por varios sectores de un campo redondo regado por un sistema de riego de pivote central podría indicar a la palanca de riego exactamente cuándo y qué sector del campo necesita ser regado.

### Control del riego
En un estudio de campo patrocinado por el USDA en 2008, el sensor de hojas SG-1000 de AgriHouse acoplado a judías secas demostró un ahorro del 25% en agua de riego y costes de bombeo. En 2010 la Universidad de Colorado, Boulder, Colorado concedió a AgriHouse Inc una licencia exclusiva de su tecnología patentada de sensores foliares.
En los últimos años se ha logrado una monitorización del riego de precisión utilizando el sensor foliar SG-1000 y registradores de datos comerciales para el control del riego. Los investigadores han encontrado una correlación directa entre el grosor de la hoja y el contenido relativo de agua (RWC) de las hojas de las plantas utilizando el sensor foliar SG-1000 en condiciones de campo.

### Conservación del agua y la energía
Los beneficios para la sostenibilidad agrícola del ahorro de agua y energía se han establecido utilizando el sensor foliar SG-1000 en condiciones de campo y en invernaderos. Los investigadores en ciencias de las plantas y los agrónomos han utilizado el sensor foliar SG-1000 para estudiar la relación entre el contenido de agua y el potencial de turgencia de las células foliares y el grosor de las hojas. Con el dispositivo se han estudiado las características de las hojas de las plantas, incluidas las relaciones entre el potencial hídrico y el potencial osmótico del agua.